# Mus indutus
Mus indutus (Миша пустельна) — вид роду мишей (Mus).

## Поширення
Країни поширення: Ангола, Ботсвана, Намібія, ПАР, Замбія, Зімбабве.

## Екологія
Живе в напівпосушливих саванах. Як правило, уникає відкритих місць існування. 